# مارك أندرسون (فنان إيقاعي)
مارك أندرسون (بالإنجليزية: Marc Anderson)‏ هو فنان إيقاعي أمريكي، ولد في 9 ديسمبر 1955 في أوستين في الولايات المتحدة.

## وصلات خارجية
- مارك أندرسون على موقع ميوزك برينز (الإنجليزية)
- مارك أندرسون على موقع أول ميوزيك (الإنجليزية)
- مارك أندرسون على موقع ديسكوغز (الإنجليزية)

- الموقع الرسمي